# Portageville (Missouri)
Portageville è un comune degli Stati Uniti d'America, situato nello Stato del Missouri, diviso tra la contea di New Madrid e la contea di Pemiscot.